# (36582) 2000 QM126
2000 QM126 (asteroide 36582) é um asteroide da cintura principal. Possui uma excentricidade de 0.17579080 e uma inclinação de 9.30633º.
Este asteroide foi descoberto no dia 31 de agosto de 2000 por LINEAR em Socorro.